# Bulletin officiel de l'État
Pour les articles homonymes, voir BOE.
Le Bulletin officiel de l'État (en espagnol : Boletín oficial del Estado ou BOE ; a longtemps été connu comme Gaceta de Madrid) est le journal officiel de l'État espagnol, dans lequel sont consignés tous les événements législatifs (lois, décrets), règlementaires (arrêtés), déclarations officielles et publications légales relevant des institutions nationales (Gouvernement, Cortes Generales, etc.), ainsi que les dispositions générales des communautés autonomes.
Il existe par ailleurs une série de bulletins officiels publiant les dispositions particulières des ministères, des communautés autonomes, des provinces ou encore du Parlement.
Il est publié tous les jours de l'année, à l'exception des dimanches.

## Histoire
Au cours du XVIIIe siècle, l'imprimerie permet la naissance de nombreux bulletins ou gazettes dans presque toute l'Europe. Ces publications sont le fait d'éditeurs privés et se caractérisent par leur contenu strictement informatif.
En Espagne, ce phénomène se retrouve dans la création des Relaciones et autres Sumarios de noticias (en français : résumés des nouvelles), apparu dès 1964. À cela suivent les Compendios, des feuilles volantes monographiques auxquelles suivent les Sucesos.
C'est alors qu'apparaissent les premières véritables « gazettes », pour s'imposer comme des publications quotidiennes en incluant des nouvelles indépendantes entre elles et sur différents endroits du monde, sur des sujets politiques, économiques et diplomatiques. Beaucoup de gazettes s'éditent alors dans plusieurs villes importantes d'Espagne : sont encore conservées des gazettes de Barcelone (1641), Séville (1661), Saragosse (1661), Valence (1661), Malaga (1667) ou encore Grenade (1706).
C'est dans ce contexte qu'est publié La Relación o Gaceta de algunos casos particulares, así políticos como militares, sucedidos en la mayor parte del mundo, hasta fin de 1660 (« La Relation ou Gazette de quelques cas particuliers, tant politiques que militaires, survenus dans la majeure partie du monde, jusqu'à la fin de 1660 »), en février 1661. Cette publication devient le premier journal d'information générale apparu en Espagne.
La Gazette, au moment de sa naissance, est dirigée et administrée par des éditeurs privés. Cette caractéristique change sous le règne de Charles III, qui décide en 1762 d'octroyer à la Couronne le privilège d'impression de La Gazette. Ainsi, la publication devient un moyen d'information officielle, reflétant les critères et décisions du Gouvernement.
En 1836, il est décidé de donner force exécutoire aux décrets, ordres et instructions du gouvernement dès leur publication dans La Gazette. De cette manière, la Gazette devient un organe de publicité des lois et règlements, caractéristique conservée jusqu'à aujourd'hui.

## Histoire de la dénomination
Depuis ses débuts en 1661, le « Bulletin » a reçu différents noms, et s'est même vu publié en deux versions officielles en même temps, à certains moments de son histoire. La Gazette adopte définitivement le titre de Gaceta de Madrid en 1697, qu'elle porte dans les faits depuis 1677. C'est en 1936 qu'elle devient le Bulletin officiel de l'État, nom qu'elle a conservé depuis lors.
Détail de l'histoire de la dénomination
- De 1661 à 1697 : Période où la dénomination change souvent.
- De 1697 au 31 mars 1934 : Gaceta de Madrid.
- Du 1er juin 1808 au 10 janvier 1809 : Gazeta Ministerial de Sevilla.
- Du 6 janvier 1809 au 29 août 1809 : Gaceta del Gobierno.
- Du 13 mars 1810 au 25 janvier 1812 : Gazeta de la Regencia de España e Indias.
- Du 28 janvier 1812 au 10 mai 1814 : Gazeta de la Regencia de las Españas.
- Du 17 août 1812 au 30 décembre 1813 : Gazeta de Madrid baxo el Gobierno de la Regencia de las Españas.
- Du 1er juillet 1820 au 11 mars 1821 : Gaceta del Gobierno.
- Du 11 avril au 3 octobre 1823 : Gazeta Española.
- Du 1er avril 1934 au 8 novembre 1936 : Gaceta de Madrid: Diario Oficial de la República.
- Du 25 juillet au 2 octobre 1936 : Boletín Oficial de la Junta de Defensa Nacional de España.
- Du 3 octobre 1936 au 27 février 1961 : Boletín Oficial del Estado.
- Du 10 novembre 1936 au 28 mars 1939 : Gaceta de la República: Diario Oficial.
- Du 28 février 1961 au 23 juillet 1986 : Boletín Oficial del Estado: Gaceta de Madrid.
- Du 24 juillet 1986 à aujourd'hui : Boletín Oficial del Estado.

## Contenu
Le contenu est fixé en 1886. Il est alors décidé de ne publier que des documents d'intérêt général : lois, décrets, sentences des tribunaux, contrats de l'Administration publique, annonces officielles, etc. Ces textes sont hiérarchisés en catégories en fonction de leur importance (lois, décrets royaux, ordres royaux, etc.) puis au sein de chaque catégorie, en fonction de l'ancienneté du ministère (la présidence du gouvernement jouissant toujours de la préséance). La structure est officialisée par un ordre royal du 6 juin 1909.
Des textes de 1948, 1957, 1960, ainsi que le décret royal 1511/1986, du 6 juin portant sur l'organisation du bulletin officiel, complèteront la législation relative à celui-ci.
Le Bulletin officiel de l'État paraît quotidiennement, à l'exception des dimanches. Sa publication est gérée, pour le contenu, par le Secrétariat du Conseil des Ministres, organe rattaché au président du gouvernement, et, pour les aspects techniques et financiers, par la Direction générale du Bulletin officiel.
Les textes obligatoirement publiés au BOE sont :
- les dispositions générales des organes de l'État, les traités ou conventions internationales,
- les dispositions générales des communautés autonomes, en fonction des différents statuts d'autonomie,
- les résolutions et les actes des organes constitutionnels de l'État, en application des lois organiques,
- les dispositions particulières, les dispositions et les actes des départements ministériels, des organes de l'État et des administrations publiques, quand une loi ou un décret royal l'exige,
- les convocations, citations, requêtes et annonces, quand le requiert une loi.

Le Conseil des ministres peut, par ailleurs, ordonner la publication de tout texte ou document considéré d'intérêt général. L'ensemble des textes publiés au BOE a caractère officiel et authentique.
Les textes sont classés en cinq sections :
- Section I : Dispositions générales (lois organiques, lois, décrets royaux, traités et conventions, lois émanant des parlements des communautés autonomes, règlements et dispositions de caractère général, règlement émanant des gouvernements autonomes)
- Section II : Autorités et personnel (nominations et carrières, concours, offres d'emplois publics, annonces des cours de formation professionnelle de fonctionnaires)
- Section III : Autres dispositions
- Section IV : Administration de la Justice (édits, notifications, requêtes et annonces des cours de justice)
- Section V : Annonces (appels d'offres, etc.)

Les sentences du Tribunal constitutionnel sont publiées dans un fascicule particulier.
Les textes sont, dans chaque section, publiés par ministère ou organe (selon l'ordre de préséance), puis selon la hiérarchie des normes. Les textes émanant des communautés autonomes sont classés selon la date de publication du statut d'autonomie : du plus ancien au plus récent.